# Hoefijzervervoer
Hoefijzervervoer is een type binnenlands vervoer waarbij het begin- en eindpunt zich in hetzelfde land bevinden maar de route deels door een ander land loopt. Dit gebeurt vooral bij transporten die zich vlak bij een grens bevinden en waarbij een route via een aangrenzend land korter of sneller is dan de binnenlandse route. 
Een voorbeeld van hoefijzervervoer is het transport van Bergen op Zoom naar Terneuzen, waarbij een rit via België voor de hand ligt.

## Vergunning
Hoewel er met hoefijzervervoer via het buitenland gereden wordt, hoeft het transportbedrijf niet in het bezit te zijn van een eurovergunning. Volgens de EU-regelgeving valt dit type transport gewoon onder de vergunning binnenlands beroepsvervoer.